# Жил Беншоа
Жил Беншоа (на френски: Gilles Binchois) е фламандски композитор, автор на църковна музика и светски песни, известни като едни от най-добрите в жанра.
През 1424 Беншоа е в Париж, на служба при Уилям дьо ла Пол, командващ английските войски във Франция. От 1430 до смъртта си той остава в двора на бургундския херцог Филип Добрия.